# 일본 재무성
재무성(일본어: 財務省 자이무쇼[*], Ministry of Finance, 약칭 : MOF)은 일본의 행정조직으로, 대한민국의 기획재정부 격이다.

## 설치 근거 및 소관 업무

### 설치 근거
- 재무성설치법 제2조

### 소관 업무
- 안전한 재정 확보
- 적정하고 공평한 과세 실현
- 세금업무의 적정한 운영
- 국고의 적정한 관리
- 통화에 대한 신뢰 유지
- 외국 통화의 안정 확보

## 연혁
- 1869년(메이지 2년) 1월 8일: 대장성을 설치.
- 2001년(헤이세이 13년) 1월 6일: 대장성을 폐지하고, 재무성을 설치.

## 조직

### 간부
- 대신 1인
- 부대신 2인
- 대신정무관 2인
- 사무차관 1인
- 재무관 1인
- 비서관 1인

| 내부부국 대신관방 총괄심의관 1인 정책평심의관 1인 심의관 11인 참사관 10인 후생관리관 1인 비서과 문서과 회계과 지방과 종합정책과 정책금융과 신용기구과 | - 차장 3인 - 주계관 11인 - 주계감사관 1인 - 총무과 - 사계과 - 법규과 - 급여공제과 - 조사과 | - 참사관 1인 - 총무과 - 조사과 - 세제제1과 - 세제제2과 - 세제제3과 | - 총무과 - 관리과 - 관세과 - 감시과 - 업무과 - 조사과 | - 차장 2인 - 계획관 2인 - 총무과 - 국고과 - 국채기획과 - 국채업무과 - 재정투융자총괄과 - 국유재산기획과 - 국유재산조정과 - 국유재산업무과 - 관리과 | - 차장 1인 - 총무과 - 조사과 - 국제기구과 - 지역협력과 - 외환시장과 - 개발정책과 - 개발기관과 |

| - 재정제도등심의회 - 관세·외환등심의회 - 관세등불복심사회 | - 재무종합정책연구소 - 회계센터 - 관세중앙분석소 - 관세연구소 |

### 지방지분부국
| - 홋카이도재무국 - 도호쿠재무국 - 간토재무국 - 호쿠리쿠재무국 - 도카이재무국 - 긴키재무국 - 주고쿠재무국 - 시코쿠재무국 - 규슈재무국 | - 하코다테세관 - 도쿄세관 - 요코하마세관 - 나고야세관 - 오사카세관 - 간베세관 - 모지세관 - 나가사키세관 | - 국세청 |

## 같이 보기
- 재무대신
- 재무부대신
- 재무대신정무관
- 재무사무차관
- 대한민국 기획재정부